# 越智ゆらの
越智 ゆらの（おち ゆらの、1998年（平成10年）10月18日 - ）は、日本のファッションモデル、女優、YouTuberであり、『Popteen』の元専属モデルである。女子高生の為のWEBマガジン『EMMARY』の元2代目編集長。大阪府出身。出生地はロサンゼルス。サンミュージックプロダクション所属。現時点でのポリシーは「一生少女」。

## 出演

### テレビ番組

#### レギュラー
- めざましテレビ「イマドキ」（2016年4月 - 2020年3月、フジテレビ）イマドキガール
- メイプル超音楽（2016年12月29日 - 、CBCテレビ）ナレーション

#### ネット配信
- イマっぽTV（2017年4月4日 - 、AbemaTV）火曜担当MC
- はつ恋とビー玉 ～10の約束～（2021年2月5日、【公式】『はつ恋とビー玉 ～10の約束～』Twitter）[3]

#### 過去
- Abema TVナビ（火曜日）abemaSPECIALチャンネル（時期不詳）
- タビフク+VR #47（2019年4月17日・24日、BS-TBS）[4]
- TiARY TV kirari（2020年1月 - 12月27日、tvk）準レギュラー
- パティシエさんとお嬢さん（2022年1月21日 - 2月11日、tvkほか[注 1]） - 三笠亜紀 役[5][注 2]

### 映画
- あのこの話をすこしだけ（2016年8月、SPOTTED PRODUCTIONS）主演・沙耶 役
- 兄に愛されすぎて困ってます（2017年6月30日、松竹）クラスメイト カオリ 役
- おかざき恋愛四鏡 うわさのわれわれ、はちみつイズム（2019年11月29日、sommelierTV）主演・田代朋代役、横山雛子役
- パティシエさんとお嬢さん（2022年5月6日、トリプルアップ）- 三笠亜紀 役

### ウェブドラマ
- スカパー! 朝のTwitterドラマ「コタツを片付ける日」（2019年3月25日 - 29日、スカパー!公式Twitter） - 主演

### Music Video
- しなまゆ/まだ言わない（2016年10月19日、配信限定楽曲）主演[7]

### 舞台
- 舞台「オオカミの誘惑」（2022年7月） - 本田雫 役（Wキャスト）[8]
- 「呪怨 THE LIVE」(2023年8月12日～8月20日) - 北田良美役[9]

## 書籍

### 雑誌
- Popteen（2012年10月号 - 2018年10月号、角川春樹事務所）- 元専属モデル

### スタイルブック
- 一生少女（2016年8月16日、角川春樹事務所）ISBN 978-4758412919

### デジタル写真集
- ヤンマガアザーっす！＜YM2025年1号未公開カット＞（2025年2月21日、講談社［ヤンマガデジタル写真集］、撮影：LUCKMAN）[10]

### WEB
- EMMARY（2016年4月 - 2017年3月）- 2代目編集長[2][11]

### ジャケット写真
- TOKYO HEART BEATS（2020年3月11日、SPICY CHOCOLATE）